# John Bryant (attore 1916)
John Bryant (Dixon, 10 agosto 1916 – Hollywood, 13 luglio 1989) è stato un attore statunitense.
Ha recitato in oltre 20 film dal 1950 al 1969 ed è apparso in oltre 60 produzioni televisive dal 1954 al 1988.

## Biografia
John Bryant nacque a Dixon, in Illinois, il 10 agosto 1916. Debuttò al cinema agli inizi degli anni cinquanta e in televisione a metà dello stesso decennio.
Si dedicò a una lunga carriera televisiva dando vita a numerosi personaggi per varie serie, tra cui Don Griffin in diversi episodi della serie The Fisher Family e il dottor Carl Spaulding in 24 episodi della serie Il virginiano, dal 1963 al 1967. Diede inoltre vita a numerosi personaggi minori in molti episodi di serie televisive collezionando diverse apparizioni come guest star e come interprete di più personaggi per singola serie, dagli anni cinquanta agli anni ottanta, come in cinque episodi di Letter to Loretta, due episodi di Scienza e fantasia, due episodi di Lux Video Theatre, due episodi di The Donna Reed Show, due episodi di Laramie, due episodi di Coronado 9 e sei episodi di Perry Mason.
La sua carriera per il grande schermo può contare su diverse partecipazioni; tra i personaggi a cui diede vita si possono citare il capitano G.R. Ross in Da qui all'eternità del 1953, Jim Houston in All'inferno e ritorno del 1955, Sam Adams in Courage of Black Beauty del 1957, William R. Darrow Jr. in L'uomo dai mille volti del 1957, Carl Beckman in Mare caldo del 1958, Mark Fleming in Il mostro che uccide del 1959, James W. Bradford in I'll Give My Life del 1960, Ken Gault in Noi due sconosciuti del 1960, Harry Davis in È l'ora del twist del 1961, Spence in Anime sporche del 1962 e Doug in I cacciatori del lago d'argento del 1965. La sua ultima apparizione per la televisione avvenne nell'episodio Time in a Bottle della serie televisiva Autostop per il cielo, andato in onda il 20 gennaio 1988, mentre per il cinema l'ultimo ruolo che interpretò fu quello non accreditato nel film del 1969 Indianapolis, pista infernale.
Tra gli anni cinquanta e sessanta partecipò ad una serie di popolari spot per la televisione per le sigarette Marlboro. 
Morì a Hollywood il 13 luglio 1989.

## Vita privata
Si sposò nel 1941 ed ebbe una figlia l'anno dopo, ma nel 1945 divorziò.

## Filmografia

### Cinema
- Venticinque minuti con la morte (Dial 1119), regia di Gerald Mayer (1950)
- La madre dello sposo (The Mating Season), regia di Mitchell Leisen (1951)
- Tutto per tutto (Inside Straight), regia di Gerald Mayer (1951)
- La mia donna è un angelo (Darling, How Could You!), regia di Mitchell Leisen (1951)
- Gli amori di Cristina (A Millionaire for Christy), regia di George Marshall (1951)
- Red Snow, regia di Boris Petrov (1952)
- Da qui all'eternità (From Here to Eternity), regia di Fred Zinnemann (1953)
- Bolide rosso (Johnny Dark), regia di George Sherman (1954)
- All'inferno e ritorno (To Hell and Back), regia di Jesse Hibbs (1955)
- Quattro ragazze in gamba (Four Girls in Town), regia di Jack Sher (1957)
- I 27 giorni del pianeta Sigma (The 27th Day), regia di William Asher (1957)
- Courage of Black Beauty, regia di Harold D. Schuster (1957)
- L'uomo dai mille volti (Man of a Thousand Faces), regia di Joseph Pevney (1957)
- Mare caldo (Run Silent Run Deep), regia di Robert Wise (1958)
- L'ultimo urrà (The Last Hurrah), regia di John Ford (1958)
- Il mostro che uccide (The Bat), regia di Crane Wilbur (1959)
- Sacro e profano (Never So Few), regia di John Sturges (1959)
- I'll Give My Life, regia di William F. Claxton (1960)
- Susanna agenzia squillo (Bells Are Ringing), regia di Vincente Minnelli (1960)
- Noi due sconosciuti (Strangers When We Meet), regia di Richard Quine (1960)
- Carosello matrimoniale (The Marriage-Go-Round), regia di Walter Lang (1961)
- The Flight That Disappeared, regia di Reginald Le Borg (1961)
- È l'ora del twist (Twist Around the Clock), regia di Oscar Rudolph (1961)
- Anime sporche (Walk on the Wild Side), regia di Edward Dmytryk (1962)
- I cacciatori del lago d'argento (Those Calloways), regia di Norman Tokar (1965)
- Runaway Girl, regia di Hamil Petroff (1965)
- Indianapolis, pista infernale (Winning), regia di James Goldstone (1969)

### Televisione
- Waterfront – serie TV, 2 episodi (1954)
- Il cavaliere solitario (The Lone Ranger) – serie TV, 2 episodi (1952-1955)
- The Fisher Family – serie TV, 4 episodi (1952-1968)
- Letter to Loretta – serie TV, 5 episodi (1954-1955)
- Schlitz Playhouse of Stars – serie TV, 8 episodi (1954-1958)
- Mr. & Mrs. North – serie TV, un episodio (1954)
- Four Star Playhouse – serie TV, un episodio (1954)
- Topper – serie TV, episodio 1x35 (1954)
- The Lineup – serie TV, un episodio (1954)
- Adventures of Falcon – serie TV, un episodio (1954)
- Cavalcade of America – serie TV, 2 episodi (1955-1956)
- Studio 57 – serie TV, 3 episodi (1955-1956)
- The Public Defender – serie TV, un episodio (1955)
- The Millionaire – serie TV, un episodio (1955)
- The Man Behind the Badge – serie TV, un episodio (1955)
- Scienza e fantasia (Science Fiction Theatre) – serie TV, episodi 1x04-1x26 (1955)
- TV Reader's Digest – serie TV, episodio 2x06
- Navy Log – serie TV, episodi 1x27-2x25 (1956-1957)
- The 20th Century-Fox Hour – serie TV, episodio 1x10 (1956)
- The Adventures of Dr. Fu Manchu – serie TV, un episodio (1956)
- The Adventures of Jim Bowie – serie TV, un episodio (1956)
- Lux Video Theatre – serie TV, 2 episodi (1956)
- State Trooper – serie TV, episodio 1x08 (1956)
- Papà ha ragione (Father Knows Best) – serie TV, un episodio (1957)
- Code 3 – serie TV, un episodio (1957)
- Panico (Panic!) – serie TV, episodio 1x06 (1957)
- Official Detective – serie TV, un episodio (1957)
- The Donna Reed Show – serie TV, 2 episodi (1958-1960)
- The Gray Ghost – serie TV, episodio 1x33 (1958)
- How to Marry a Millionaire – serie TV, un episodio (1958)
- Flight – serie TV, episodio 1x03 (1958)
- Il sergente Preston (Sergeant Preston of the Yukon) – serie TV, un episodio (1958)
- Meet McGraw – serie TV, un episodio (1958)
- Yancy Derringer – serie TV, un episodio (1958)
- Laramie – serie TV, 2 episodi (1959-1960)
- Perry Mason – serie TV, 6 episodi (1959-1963)
- The Fat Man: The Thirty-Two Friends of Gina Lardelli – film TV (1959)
- Tightrope – serie TV, episodio 1x01 (1959)
- Border Patrol – serie TV, un episodio (1959)
- Il tenente Ballinger (M Squad) – serie TV, un episodio (1959)
- Coronado 9 – serie TV, 2 episodi (1960-1961)
- Shotgun Slade – serie TV, un episodio (1960)
- The Many Loves of Dobie Gillis – serie TV, un episodio (1960)
- Men Into Space – serie TV, episodio 1x24 (1960)
- Not for Hire – serie TV, episodio 1x33 (1960)
- The Comedy Spot – serie TV, un episodio (1960)
- The Ann Sothern Show – serie TV, un episodio (1960)
- Scacco matto (Checkmate) – serie TV, 2 episodi (1961-1962)
- The Islanders – serie TV, un episodio (1961)
- Lock-Up – serie TV, un episodio (1961)
- The Case of the Dangerous Robin – serie TV, un episodio (1961)
- Mister Ed, il mulo parlante (Mister Ed) – serie TV, un episodio (1961)
- Avventure in fondo al mare (Sea Hunt) – serie TV, un episodio (1961)
- Lotta senza quartiere (Cain's Hundred) – serie TV, un episodio (1961)
- Ripcord – serie TV, episodi 1x25-2x24 (1962-1963)
- Carovane verso il West (Wagon Train) – serie TV, 2 episodi (1962-1964)
- Saints and Sinners – serie TV, un episodio (1962)
- Il virginiano (The Virginian) – serie TV, 24 episodi (1963-1968)
- Il dottor Kildare (Dr. Kildare) – serie TV, un episodio (1963)
- Organizzazione U.N.C.L.E. (The Man from U.N.C.L.E.) – serie TV, 2 episodi (1966)
- The Monroes – serie TV, un episodio (1966)
- Io e i miei tre figli (My Three Sons) – serie TV, episodio 8x10 (1967)
- I giorni di Bryan (Run for Your Life) – serie TV, un episodio (1968)
- Dragnet – serie TV, un episodio (1968)
- Mod Squad, i ragazzi di Greer (The Mod Squad) – serie TV, un episodio (1969)
- Autostop per il cielo (Highway to Heaven) – serie TV, un episodio (1988)